# Circuito Franco-Belga 2022
La 81.ª edición de la clásica ciclista Circuito Franco-Belga fue una carrera en Bélgica que se celebró el 10 de agosto de 2022 sobre un recorrido de 175 kilómetros con inicio en la ciudad de Tournai y final en la ciudad de La Louvière.
La carrera formó parte del UCI ProSeries 2022, dentro de la categoría 1.Pro. El vencedor fue el noruego Alexander Kristoff del Intermarché-Wanty-Gobert Matériaux seguido de los belgas Dries Van Gestel del TotalEnergies y Victor Campenaerts del Lotto Soudal.

## Equipos participantes
Tomaron parte en la carrera 20 equipos: 8 de categoría UCI WorldTeam, 7 de categoría UCI ProTeam y 5 de categoría Continental. Formaron así un pelotón de 137 ciclistas de los que acabaron 72. Los equipos participantes fueron:
| WorldTeams (8)- AG2R Citroën Team - Cofidis - Intermarché-Wanty-Gobert Matériaux - Israel-Premier Tech - Lotto-Soudal - Quick-Step Alpha Vinyl - Team DSM - Trek-Segafredo ProTeams (7)- Alpecin-Deceuninck - Arkéa-Samsic - B&B Hotels-KTM - Bingoal Pauwels Sauces WB - TotalEnergies - Sport Vlaanderen-Baloise - Uno-X Pro Cycling Team Equipos continentales (5)- Bolton Equities Black Spoke Pro Cycling - Geofco Doltcini Matériel-vélo.com - Minerva Cycling Team - Tarteletto-Isorex - VolkerWessels Cycling Team |
| |

## Clasificación final
- La clasificación finalizó de la siguiente forma:[3]

| \| Clasificación general \| Clasificación general \| Clasificación general \| Clasificación general \| Clasificación general \| \| Ciclista \| Ciclista \| Equipo \| Tiempo \| \| \| --------------------- \| --------------------- \| ---------------------------------- \| --------------------- \| --------------------- \| \| 1.º \| Alexander Kristoff \| Intermarché-Wanty-Gobert Matériaux \| 4 h 12 min 13 s \| \| \| 2.º \| Dries Van Gestel \| TotalEnergies \| + 0 s \| \| \| 3.º \| Victor Campenaerts \| Lotto-Soudal \| + 0 s \| \| \| 4.º \| Jasper De Buyst \| Lotto-Soudal \| + 13 s \| \| \| 5.º \| Alberto Dainese \| Team DSM \| + 15 s \| \| \| 6.º \| Arnaud De Lie \| Lotto-Soudal \| + 15 s \| \| \| 7.º \| Julien Simon \| TotalEnergies \| + 15 s \| \| \| 8.º \| Milan Menten \| Bingoal Pauwels Sauces WB \| + 15 s \| \| \| 9.º \| Greg Van Avermaet \| AG2R Citroën Team \| + 15 s \| \| \| 10.º \| Bryan Coquard \| Cofidis \| + 15 s \| \| |                    |                                    |                 |
| |                    |                                    |                 |
| Fuentes: ProCyclingStats Cycling Quotient Cycling Archives |                    |                                    |                 |
| Clasificación general |                    |                                    |                 |
| Ciclista | Ciclista           | Equipo                             | Tiempo          |
| 1.º | Alexander Kristoff | Intermarché-Wanty-Gobert Matériaux | 4 h 12 min 13 s |
| 2.º | Dries Van Gestel   | TotalEnergies                      | + 0 s           |
| 3.º | Victor Campenaerts | Lotto-Soudal                       | + 0 s           |
| 4.º | Jasper De Buyst    | Lotto-Soudal                       | + 13 s          |
| 5.º | Alberto Dainese    | Team DSM                           | + 15 s          |
| 6.º | Arnaud De Lie      | Lotto-Soudal                       | + 15 s          |
| 7.º | Julien Simon       | TotalEnergies                      | + 15 s          |
| 8.º | Milan Menten       | Bingoal Pauwels Sauces WB          | + 15 s          |
| 9.º | Greg Van Avermaet  | AG2R Citroën Team                  | + 15 s          |
| 10.º | Bryan Coquard      | Cofidis                            | + 15 s          |

## UCI World Ranking
El Circuito-Franco Belga otorgó puntos para el UCI World Ranking para corredores de los equipos en las categorías UCI WorldTeam, UCI ProTeam y Continental. Las siguientes tablas muestran el baremo de puntuación y los 10 corredores que obtuvieron más puntos:
| Posición              | 1.º | 2.º | 3.º | 4.º | 5.º | 6.º | 7.º | 8.º | 9.º | 10.º | 11.º | 12.º | 13.º | 14.º | 15.º | 16.º-30.º | 31.º-40.º |
| Clasificación general | 200 | 150 | 125 | 100 | 85  | 70  | 60  | 50  | 40  | 35   | 30   | 25   | 20   | 15   | 10   | 5         | 3         |

| Clasificación |                    |                                    |         |
| Posición      | Ciclista           | Equipo                             | General |
| ------------- | ------------------ | ---------------------------------- | ------- |
| 1.º           | Alexander Kristoff | Intermarché-Wanty-Gobert Matériaux | 200     |
| 2.º           | Dries Van Gestel   | TotalEnergies                      | 150     |
| 3.º           | Victor Campenaerts | Lotto Soudal                       | 125     |
| 4.º           | Jasper De Buyst    | Lotto Soudal                       | 100     |
| 5.º           | Alberto Dainese    | DSM                                | 85      |
| 6.º           | Arnaud De Lie      | Lotto Soudal                       | 70      |
| 7.º           | Julien Simon       | TotalEnergies                      | 60      |
| 8.º           | Milan Menten       | Bingoal Pauwels Sauces WB          | 50      |
| 9.º           | Greg Van Avermaet  | AG2R Citroën                       | 40      |
| 10.º          | Bryan Coquard      | Cofidis                            | 35      |